# Томислав Марић
Томислав Марић (28. јануар 1973) бивши је хрватски фудбалер.

## Каријера
Током каријере играо је за Stuttgarter Kickers, Волфсбург, Хофенхајм и многе друге клубове.

## Репрезентација
За репрезентацију Хрватске дебитовао је 2002. године. За национални тим одиграо је 9 утакмица и постигао 2 гола.

## Статистика
| Хрватска | Хрватска | Хрватска |
| Год.     | Ута.     | Гол.     |
| -------- | -------- | -------- |
| 2002     | 4        | 1        |
| 2003     | 5        | 1        |
| Укупно   | 9        | 2        |